# Typhlodromus chazeaui
Typhlodromus chazeaui är en spindeldjursart som beskrevs av Blommers 1973. Typhlodromus chazeaui ingår i släktet Typhlodromus och familjen Phytoseiidae. Inga underarter finns listade i Catalogue of Life.